# Coupe de France de rugby à XIII 2003-2004
Navigation
Édition précédente Édition suivante
La Coupe de France de rugby à XIII 2004 est organisée durant la saison 2003-2004. La compétition à élimination directe met aux prises les clubs français. L'édition est remportée par l'Union treiziste catalane.

## Phase finale
|  | Huitièmes de finale        | Huitièmes de finale        | Huitièmes de finale         | Huitièmes de finale        |                          |                          | Quarts de finale            | Quarts de finale            | Quarts de finale            | Quarts de finale            |  |  | Demi-finales                  | Demi-finales                  | Demi-finales                  | Demi-finales                  |  |  | Finale                          | Finale                          | Finale                          | Finale                          |
|  |                            |                            |                             |                            |                          |                          |                             |                             |                             |                             |  |  |                               |                               |                               |                               |  |  |                                 |                                 |                                 |                                 |
|  | Le 15 février 2004         | Le 15 février 2004         | Le 15 février 2004          | Le 15 février 2004         |                          |                          | Le 13 mars 2004 à Perpignan | Le 13 mars 2004 à Perpignan | Le 13 mars 2004 à Perpignan | Le 13 mars 2004 à Perpignan |  |  | Le 9 avril 2004 à Carcassonne | Le 9 avril 2004 à Carcassonne | Le 9 avril 2004 à Carcassonne | Le 9 avril 2004 à Carcassonne |  |  | Stade Albert-Domec, Carcassonne | Stade Albert-Domec, Carcassonne | Stade Albert-Domec, Carcassonne | Stade Albert-Domec, Carcassonne |
|  | Union Treiziste Catalane   | Union Treiziste Catalane   | 58                          | 58                         |                          |                          | Le 13 mars 2004 à Perpignan | Le 13 mars 2004 à Perpignan | Le 13 mars 2004 à Perpignan | Le 13 mars 2004 à Perpignan |  |  | Le 9 avril 2004 à Carcassonne | Le 9 avril 2004 à Carcassonne | Le 9 avril 2004 à Carcassonne | Le 9 avril 2004 à Carcassonne |  |  | Stade Albert-Domec, Carcassonne | Stade Albert-Domec, Carcassonne | Stade Albert-Domec, Carcassonne | Stade Albert-Domec, Carcassonne |
|  | Union Treiziste Catalane   | Union Treiziste Catalane   | 58                          | 58                         |                          |                          | Le 13 mars 2004 à Perpignan | Le 13 mars 2004 à Perpignan | Le 13 mars 2004 à Perpignan | Le 13 mars 2004 à Perpignan |  |  | Le 9 avril 2004 à Carcassonne | Le 9 avril 2004 à Carcassonne | Le 9 avril 2004 à Carcassonne | Le 9 avril 2004 à Carcassonne |  |  | Stade Albert-Domec, Carcassonne | Stade Albert-Domec, Carcassonne | Stade Albert-Domec, Carcassonne | Stade Albert-Domec, Carcassonne |
|  | Limoux                     | Limoux                     | 22                          | 22                         |                          |                          | Le 13 mars 2004 à Perpignan | Le 13 mars 2004 à Perpignan | Le 13 mars 2004 à Perpignan | Le 13 mars 2004 à Perpignan |  |  | Le 9 avril 2004 à Carcassonne | Le 9 avril 2004 à Carcassonne | Le 9 avril 2004 à Carcassonne | Le 9 avril 2004 à Carcassonne |  |  | Stade Albert-Domec, Carcassonne | Stade Albert-Domec, Carcassonne | Stade Albert-Domec, Carcassonne | Stade Albert-Domec, Carcassonne |
|  | Limoux                     | Limoux                     | 22                          | 22                         | Union Treiziste Catalane | Union Treiziste Catalane | 68                          | 68                          |                             |                             |  |  | Le 9 avril 2004 à Carcassonne | Le 9 avril 2004 à Carcassonne | Le 9 avril 2004 à Carcassonne | Le 9 avril 2004 à Carcassonne |  |  | Stade Albert-Domec, Carcassonne | Stade Albert-Domec, Carcassonne | Stade Albert-Domec, Carcassonne | Stade Albert-Domec, Carcassonne |
|  | Le 15 février 2004         |                            |                             |                            | Union Treiziste Catalane | Union Treiziste Catalane | 68                          | 68                          |                             |                             |  |  | Le 9 avril 2004 à Carcassonne | Le 9 avril 2004 à Carcassonne | Le 9 avril 2004 à Carcassonne | Le 9 avril 2004 à Carcassonne |  |  | Stade Albert-Domec, Carcassonne | Stade Albert-Domec, Carcassonne | Stade Albert-Domec, Carcassonne | Stade Albert-Domec, Carcassonne |
|  |                            |                            | Palau                       | Palau                      | 8                        | 8                        |                             |                             |                             |                             |  |  | Le 9 avril 2004 à Carcassonne | Le 9 avril 2004 à Carcassonne | Le 9 avril 2004 à Carcassonne | Le 9 avril 2004 à Carcassonne |  |  | Stade Albert-Domec, Carcassonne | Stade Albert-Domec, Carcassonne | Stade Albert-Domec, Carcassonne | Stade Albert-Domec, Carcassonne |
|  | Palau                      | Palau                      | Palau                       | Palau                      | 8                        | 8                        | 16                          | 16                          |                             |                             |  |  | Le 9 avril 2004 à Carcassonne | Le 9 avril 2004 à Carcassonne | Le 9 avril 2004 à Carcassonne | Le 9 avril 2004 à Carcassonne |  |  | Stade Albert-Domec, Carcassonne | Stade Albert-Domec, Carcassonne | Stade Albert-Domec, Carcassonne | Stade Albert-Domec, Carcassonne |
|  | Palau                      | Palau                      | Le 14 mars 2004 à Pamiers   |                            |                          |                          | 16                          | 16                          |                             |                             |  |  | Le 9 avril 2004 à Carcassonne | Le 9 avril 2004 à Carcassonne | Le 9 avril 2004 à Carcassonne | Le 9 avril 2004 à Carcassonne |  |  | Stade Albert-Domec, Carcassonne | Stade Albert-Domec, Carcassonne | Stade Albert-Domec, Carcassonne | Stade Albert-Domec, Carcassonne |
|  | Toulouse Ovalie            | Toulouse Ovalie            | 10                          | 10                         |                          |                          |                             |                             |                             |                             |  |  | Le 9 avril 2004 à Carcassonne | Le 9 avril 2004 à Carcassonne | Le 9 avril 2004 à Carcassonne | Le 9 avril 2004 à Carcassonne |  |  | Stade Albert-Domec, Carcassonne | Stade Albert-Domec, Carcassonne | Stade Albert-Domec, Carcassonne | Stade Albert-Domec, Carcassonne |
|  | Toulouse Ovalie            | Toulouse Ovalie            | 10                          | 10                         | Union Treiziste Catalane | Union Treiziste Catalane | 34                          | 34                          |                             |                             |  |  |                               |                               |                               |                               |  |  | Stade Albert-Domec, Carcassonne | Stade Albert-Domec, Carcassonne | Stade Albert-Domec, Carcassonne | Stade Albert-Domec, Carcassonne |
|  | Le 14 février 2004         |                            |                             |                            | Union Treiziste Catalane | Union Treiziste Catalane | 34                          | 34                          |                             |                             |  |  |                               |                               |                               |                               |  |  | Stade Albert-Domec, Carcassonne | Stade Albert-Domec, Carcassonne | Stade Albert-Domec, Carcassonne | Stade Albert-Domec, Carcassonne |
|  |                            |                            | Toulouse                    | Toulouse                   | 12                       | 12                       |                             |                             |                             |                             |  |  |                               |                               |                               |                               |  |  | Stade Albert-Domec, Carcassonne | Stade Albert-Domec, Carcassonne | Stade Albert-Domec, Carcassonne | Stade Albert-Domec, Carcassonne |
|  | Toulouse                   | Toulouse                   | Toulouse                    | Toulouse                   | 12                       | 12                       | 34                          | 34                          |                             |                             |  |  |                               |                               |                               |                               |  |  | Stade Albert-Domec, Carcassonne | Stade Albert-Domec, Carcassonne | Stade Albert-Domec, Carcassonne | Stade Albert-Domec, Carcassonne |
|  | Toulouse                   | Toulouse                   | Le 11 avril 2004 à Lézignan |                            |                          |                          | 34                          | 34                          |                             |                             |  |  |                               |                               |                               |                               |  |  | Stade Albert-Domec, Carcassonne | Stade Albert-Domec, Carcassonne | Stade Albert-Domec, Carcassonne | Stade Albert-Domec, Carcassonne |
|  | Saint-Gaudens              | Saint-Gaudens              | 22                          | 22                         |                          |                          |                             |                             |                             |                             |  |  |                               |                               |                               |                               |  |  | Stade Albert-Domec, Carcassonne | Stade Albert-Domec, Carcassonne | Stade Albert-Domec, Carcassonne | Stade Albert-Domec, Carcassonne |
|  | Saint-Gaudens              | Saint-Gaudens              | 22                          | 22                         | Toulouse                 | Toulouse                 | 44                          | 44                          |                             |                             |  |  |                               |                               |                               |                               |  |  | Stade Albert-Domec, Carcassonne | Stade Albert-Domec, Carcassonne | Stade Albert-Domec, Carcassonne | Stade Albert-Domec, Carcassonne |
|  | Le 15 février 2004         |                            |                             |                            | Toulouse                 | Toulouse                 | 44                          | 44                          |                             |                             |  |  |                               |                               |                               |                               |  |  | Stade Albert-Domec, Carcassonne | Stade Albert-Domec, Carcassonne | Stade Albert-Domec, Carcassonne | Stade Albert-Domec, Carcassonne |
|  |                            |                            | Lézignan                    | Lézignan                   | 16                       | 16                       |                             |                             |                             |                             |  |  |                               |                               |                               |                               |  |  | Stade Albert-Domec, Carcassonne | Stade Albert-Domec, Carcassonne | Stade Albert-Domec, Carcassonne | Stade Albert-Domec, Carcassonne |
|  | Lézignan                   | Lézignan                   | Lézignan                    | Lézignan                   | 16                       | 16                       | 47                          | 47                          |                             |                             |  |  |                               |                               |                               |                               |  |  | Stade Albert-Domec, Carcassonne | Stade Albert-Domec, Carcassonne | Stade Albert-Domec, Carcassonne | Stade Albert-Domec, Carcassonne |
|  | Lézignan                   | Lézignan                   | Le 14 mars 2004 à Albi      |                            |                          |                          | 47                          | 47                          |                             |                             |  |  |                               |                               |                               |                               |  |  | Stade Albert-Domec, Carcassonne | Stade Albert-Domec, Carcassonne | Stade Albert-Domec, Carcassonne | Stade Albert-Domec, Carcassonne |
|  | Albi                       | Albi                       | 8                           | 8                          |                          |                          |                             |                             |                             |                             |  |  |                               |                               |                               |                               |  |  | Stade Albert-Domec, Carcassonne | Stade Albert-Domec, Carcassonne | Stade Albert-Domec, Carcassonne | Stade Albert-Domec, Carcassonne |
|  | Albi                       | Albi                       | 8                           | 8                          | Union treiziste catalane | Union treiziste catalane | 39                          | 39                          |                             |                             |  |  |                               |                               |                               |                               |  |  |                                 |                                 |                                 |                                 |
|  | Le 14 février 2004         |                            |                             |                            | Union treiziste catalane | Union treiziste catalane | 39                          | 39                          |                             |                             |  |  |                               |                               |                               |                               |  |  |                                 |                                 |                                 |                                 |
|  |                            |                            | Carcassonne                 | Carcassonne                | 24                       | 24                       |                             |                             |                             |                             |  |  |                               |                               |                               |                               |  |  |                                 |                                 |                                 |                                 |
|  | Carcassonne                | Carcassonne                | Carcassonne                 | Carcassonne                | 24                       | 24                       | 48                          | 48                          |                             |                             |  |  |                               |                               |                               |                               |  |  |                                 |                                 |                                 |                                 |
|  | Carcassonne                | Carcassonne                |                             |                            |                          |                          |                             | 48                          |                             |                             |  |  |                               |                               |                               |                               |  |  |                                 |                                 |                                 |                                 |
|  | Lyon-Villeurbanne          | Lyon-Villeurbanne          | 0                           | 0                          |                          |                          |                             |                             |                             |                             |  |  |                               |                               |                               |                               |  |  |                                 |                                 |                                 |                                 |
|  | Lyon-Villeurbanne          | Lyon-Villeurbanne          | 0                           | 0                          | Carcassonne              | Carcassonne              | 32                          | 32                          |                             |                             |  |  |                               |                               |                               |                               |  |  |                                 |                                 |                                 |                                 |
|  | Le 15 février 2004         |                            |                             |                            | Carcassonne              | Carcassonne              | 32                          | 32                          |                             |                             |  |  |                               |                               |                               |                               |  |  |                                 |                                 |                                 |                                 |
|  |                            |                            | Villefranche                | Villefranche               | 23                       | 23                       |                             |                             |                             |                             |  |  |                               |                               |                               |                               |  |  |                                 |                                 |                                 |                                 |
|  | Villefranche               | Villefranche               | Villefranche                | Villefranche               | 23                       | 23                       | 36                          | 36                          |                             |                             |  |  |                               |                               |                               |                               |  |  |                                 |                                 |                                 |                                 |
|  | Villefranche               | Villefranche               | Le 14 mars 2004 à Palau     |                            |                          |                          | 36                          | 36                          |                             |                             |  |  |                               |                               |                               |                               |  |  |                                 |                                 |                                 |                                 |
|  | Le Barcarès                | Le Barcarès                | 12                          | 12                         |                          |                          |                             |                             |                             |                             |  |  |                               |                               |                               |                               |  |  |                                 |                                 |                                 |                                 |
|  | Le Barcarès                | Le Barcarès                | 12                          | 12                         | Carcassonne              | Carcassonne              | 42                          | 42                          |                             |                             |  |  |                               |                               |                               |                               |  |  |                                 |                                 |                                 |                                 |
|  | Le 15 février 2004         |                            |                             |                            | Carcassonne              | Carcassonne              | 42                          | 42                          |                             |                             |  |  |                               |                               |                               |                               |  |  |                                 |                                 |                                 |                                 |
|  |                            |                            | Pia                         | Pia                        | 16                       | 16                       |                             |                             |                             |                             |  |  |                               |                               |                               |                               |  |  |                                 |                                 |                                 |                                 |
|  | Pia                        | Pia                        | Pia                         | Pia                        | 16                       | 16                       | 33                          | 33                          |                             |                             |  |  |                               |                               |                               |                               |  |  |                                 |                                 |                                 |                                 |
|  | Pia                        | Pia                        |                             |                            |                          |                          |                             | 33                          |                             |                             |  |  |                               |                               |                               |                               |  |  |                                 |                                 |                                 |                                 |
|  | Villeneuve-sur-Lot         | Villeneuve-sur-Lot         | 20                          | 20                         |                          |                          |                             |                             |                             |                             |  |  |                               |                               |                               |                               |  |  |                                 |                                 |                                 |                                 |
|  | Villeneuve-sur-Lot         | Villeneuve-sur-Lot         | 20                          | 20                         | Pia                      | Pia                      | 58                          | 58                          |                             |                             |  |  |                               |                               |                               |                               |  |  |                                 |                                 |                                 |                                 |
|  | Le 15 février 2004         |                            |                             |                            | Pia                      | Pia                      | 58                          | 58                          |                             |                             |  |  |                               |                               |                               |                               |  |  |                                 |                                 |                                 |                                 |
|  |                            |                            | Union Treiziste Catalane 2  | Union Treiziste Catalane 2 | 14                       | 14                       |                             |                             |                             |                             |  |  |                               |                               |                               |                               |  |  |                                 |                                 |                                 |                                 |
|  | Union Treiziste Catalane 2 | Union Treiziste Catalane 2 | Union Treiziste Catalane 2  | Union Treiziste Catalane 2 | 14                       | 14                       | 44                          | 44                          |                             |                             |  |  |                               |                               |                               |                               |  |  |                                 |                                 |                                 |                                 |
|  | Union Treiziste Catalane 2 | Union Treiziste Catalane 2 |                             |                            |                          |                          |                             | 44                          |                             |                             |  |  |                               |                               |                               |                               |  |  |                                 |                                 |                                 |                                 |
|  | Réalmont                   | Réalmont                   | 9                           | 9                          |                          |                          |                             |                             |                             |                             |  |  |                               |                               |                               |                               |  |  |                                 |                                 |                                 |                                 |
|  | Réalmont                   | Réalmont                   | 9                           | 9                          |                          |                          |                             |                             |                             |                             |  |  |                               |                               |                               |                               |  |  |                                 |                                 |                                 |                                 |
|  |                            |                            |                             |                            |                          |                          |                             |                             |                             |                             |  |  |                               |                               |                               |                               |  |  |                                 |                                 |                                 |                                 |

## Finale - 15 mai 2004
(mt : 14 - 24)
Homme du match : Laurent Frayssinous
Points marqués :
- Union treiziste catalane : 6 essais de Frayssinous (7e), Berthezène (14e), Cologni (47e), Hill (56e), Teixido (73e) et Howlett (77e), 6 transformations de Rinaldi (7e, 14e, 47e, 56e, 73e et 77e) ; 1 pénalité de Frayssinous (12e) ; 1 drop de Frayssinous (79e).
- Carcassonne : 4 essais de Benausse (5e et 39e), Hocking (21e) et Sadaoui (25e) ; 4 transformations de Banquet (5e, 21e, 25e et 39e).

Évolution du score : 0-6, 6-6, 8-6, 14-6, 14-12, 14-18, 14-24 (m.t.), 20-24, 26-24, 32-24, 38-24, 39-24
Arbitre : M. Richard Frileux 
Spectateurs : 10 500
Composition des équipes :
- Union treiziste catalane : Renaud Guigue - Bruno Verges, Steve Hall, Phil Howlett, Matthew Hill - Laurent Frayssinous (o), Julien Rinaldi (m) - Aurélien Cologni (c), Jamal Fakir, Said Tamghart, Romain Gagliazzo, David Berthezène, Adel Fellous - Russell Bawden, Lionel Teixido, Pascal Jampy, Grégory Mounis - Entraîneurs : Steve Deakin
- Carcassonne : Frédéric Banquet -  Nicolas Chaboud, Nicolas Expert, Teddy Sadaoui, Patrice Benausse - Simon Dorrell (o)(c), Brett Trudgett (m) - Sébastien Azéma, Sébastien Fauré, Duncan MacGillivray, Gareth Dean, Christophe Moly, Nicholas Surtees - Rocky Edwards, Laurent Lucchese, Damien Constans, Karl Hocking - Entraîneur : Daniel Sokolow